# Barbe-Marguerite Henry
Barbe-Marguerite Henry, dite Madame Cénas, est une actrice française née en 1735 à Paris et morte après 1775. Elle est active en Suède avec la troupe Dulondel.

## Biographie
Barbe-Marguerite Henry est la fille du pharmacien français Michel Henry et son épouse Marguerite Lefebvre. Elle est engagée par Troupe Dulondel qui se produit à Stockholm à la cour de Suède à partir de 1753. Elle joue des seconds rôles, des vieillards comiques, des rôles de reines et de paysans comiques.
Elle épouse à Stockholm le 4 mai 1755,  Jean-Baptiste Coudurier, un marchand de soie français installé en Suède ; le couple a cinq enfants entre 1756 et 1759, dont Angélique Cénas ; après la mort de son premier mari, elle se remarie en 1770 avec le maître de ballet français à la cour de Suède, Gaspard Cénas.
En 1771, la troupe de théâtre française est renvoyée par le nouveau roi Gustave III ; Barbe-Marguerite Henry quitte la Suède avec sa famille. Elle est mentionnée comme ayant joué à Rouen en 1773, où sa fille Angélique débute la même année et à Lille en 1774 et 1775, mais après 1775, toute trace d'elle disparaît.